# Костерек
Костерек (каз. Қостерек) — село в Отырарском районе Туркестанской области Казахстана. Входит в состав Маякумского сельского округа. Код КАТО — 514845600.

## Население
В 1999 году население села составляло 651 человек (330 мужчин и 321 женщина). По данным переписи 2009 года, в селе проживало 697 человек (368 мужчин и 329 женщин).